# Menthon-Saint-Bernard
Menthon-Saint-Bernard település Franciaországban, Haute-Savoie megyében. Lakosainak száma 1889 fő (2022. január 1.). Menthon-Saint-Bernard Alex, Bluffy, Sevrier, Talloires-Montmin és Veyrier-du-Lac községekkel határos.

## Népesség
A település népességének változása:
| Lakosok száma | 1905 | 1898 | 1963 | 1889 | 1884 | 1884 | 1884 | 1885 | 1889 |
|               | 2013 | 2015 | 2016 | 2017 | 2018 | 2019 | 2020 | 2021 | 2022 |